# Stenodynerus fundatiformis
Stenodynerus fundatiformis (лат.) — вид одиночных ос из семейства Vespidae.

## Распространение
Встречаются в Северной Америке.

## Описание
Длина переднего крыла самок 7,0—8,0 мм, а у самцов — 6,5—8,0 мм. Окраска тела в основном чёрная с жёлтыми отметинами. Гнёзда строят в песчаной почве. Для кормления своих личинок добывают в качестве провизии личинок жуков Chlamisinae и гусениц бабочек из семейств Pyralidae, Gelechiidae, Tortricidae (Olethreutinae), Geometridae и Psychidae.